# Datahärkomst
Datahärkomst (en: data lineage) beskriver en process för att kontrollera hur data genereras, förädlas, flyttas och används i ett system över tid.  Det används för att underlätta felsökning vid exempelvis dataanalys genom att ge användaren möjlighet att hitta rotorsaken till ett problem i datat som ingår i analysen. 
Datahärkomst ger möjlighet att återskapa specifika delar eller tillägg i ett dataflöde. Detta kan sedan användas för att felsöka och återskapa saknade slutprodukter. Inom databassystem är detta nära kopplat till dataproviniens. Dataproviniens ger en historisk överblick över ursprung och förändringar för data. Syftet är att ge stöd för dataforensik, så som beroendeanalyser, återskapande och revision.